# Élections législatives de 1946 dans le Gard
Les élections législatives françaises de 1946 dans le Gard se tiennent le 10 novembre. Ce sont les premières élections législatives de la Quatrième république, après l'adoption lors du référendum du 13 octobre d'une nouvelle constitution.

## Mode de scrutin
L'Assemblée nationale est composée de 618 sièges pourvus au scrutin proportionnel plurinominal suivant la règle de la plus forte moyenne dans le cadre départemental, sans panachage. 
Le vote préférentiel est admis, en inscrivant un numéro d'ordre en face du nom d'un, de plusieurs ou de tous les candidats de la liste. Mais l'ordre ne pourra être modifié que si au moins la moitié des suffrages portés sur la liste est numéroté. Dans les faits les modifications ne dépasseront jamais les 7%.
Dans le département du Gard, cinq députés sont à élire.

## Élus
| Député sortant     | Parti | Parti | Député élu ou réélu | Parti | Parti |
| ------------------ | ----- | ----- | ------------------- | ----- | ----- |
| Gabriel Roucaute   |       | PCF   | Gabriel Roucaute    |       | PCF   |
| Gilberte Roca      |       | PCF   | Gilberte Roca       |       | PCF   |
| Georges Bruguier   |       | SFIO  | Paul Béchard        |       | SFIO  |
| Édouard Thibault   |       | MRP   | Édouard Thibault    |       | MRP   |
| Henriette Bosquier |       | MRP   | Henriette Bosquier  |       | MRP   |

## Résultats

### Résultats à l'échelle du département
| Parti    | Parti                                          | Tête de liste    | Résultats | Résultats | Sièges |  |
| Parti    | Parti                                          | Tête de liste    | Voix      | %         |        |  |
| -------- | ---------------------------------------------- | ---------------- | --------- | --------- | ------ |  |
|          | Parti communiste français                      | Gabriel Roucaute | 67 071    | 37,34     | 2      |  |
|          | Mouvement républicain populaire                | Édouard Thibault | 52 936    | 29,47     | 2      |  |
|          | Section française de l'Internationale ouvrière | Paul Béchard     | 40 283    | 22,42     | 1      |  |
|          | Rassemblement des gauches républicaines        | Marcel Ribéra    | 19 357    | 10,78     | -      |  |
|          |                                                |                  |           |           |        |  |
| Inscrits | Inscrits                                       | Inscrits         | 232 997   | 100,00    | 5      |  |
| Votants  | Votants                                        | Votants          | 182 580   | 78,36     |        |  |
| Exprimés | Exprimés                                       | Exprimés         | 179 647   | 98,39     |        |  |